# 5121 Numazawa
5121 Numazawa eller 1989 AX1 är en asteroid i huvudbältet som upptäcktes 15 januari 1989 av de båda japanska astronomerna Kazuro Watanabe och Masayuki Yanai vid Kitami-observatoriet. Den är uppkallad efter den japanske amatörastronomen Shigemi Numazawa.
Asteroiden har en diameter på ungefär 7 kilometer.